# Diosyris miranda
Diosyris miranda là một loài bọ cánh cứng trong họ Cerambycidae.